# Slavětín (Radvanice)
Slavětín (německy Slatin) je malá vesnice, součást (základní sídelní jednotka) obce Radvanice v okrese Trutnov. Nachází se asi 2¼ km severozápadně od Radvanic a 8 km vsv. od města Trutnov. Sídlo je rozloženo podél horního toku potoka Jívka při severním úpatí Slavětínského kopce (658 m) na severozápadě Jestřebích hor. V roce 2001 zde bylo evidováno 9 domů a trvale zde žilo 30 obyvatel.
Slavětín leží v katastrálním území Slavětín u Radvanic o rozloze 2,93 km².

## Historie
V písemných pramenech se vesnice poprvé připomíná k roku 1521 (ves Slawietin).
Existuje také pověst, že obec založil jistý Simon Blatoskol již v 11. století.

## Pamětihodnosti
- Kostel sv. Josefa, z doby kolem roku 1912
- Pamětní deska obyvatel obce padlých v bitvách první světové války.[5]
- Slavětínská rozhledna, dostavěna v srpnu 2014

## Galerie

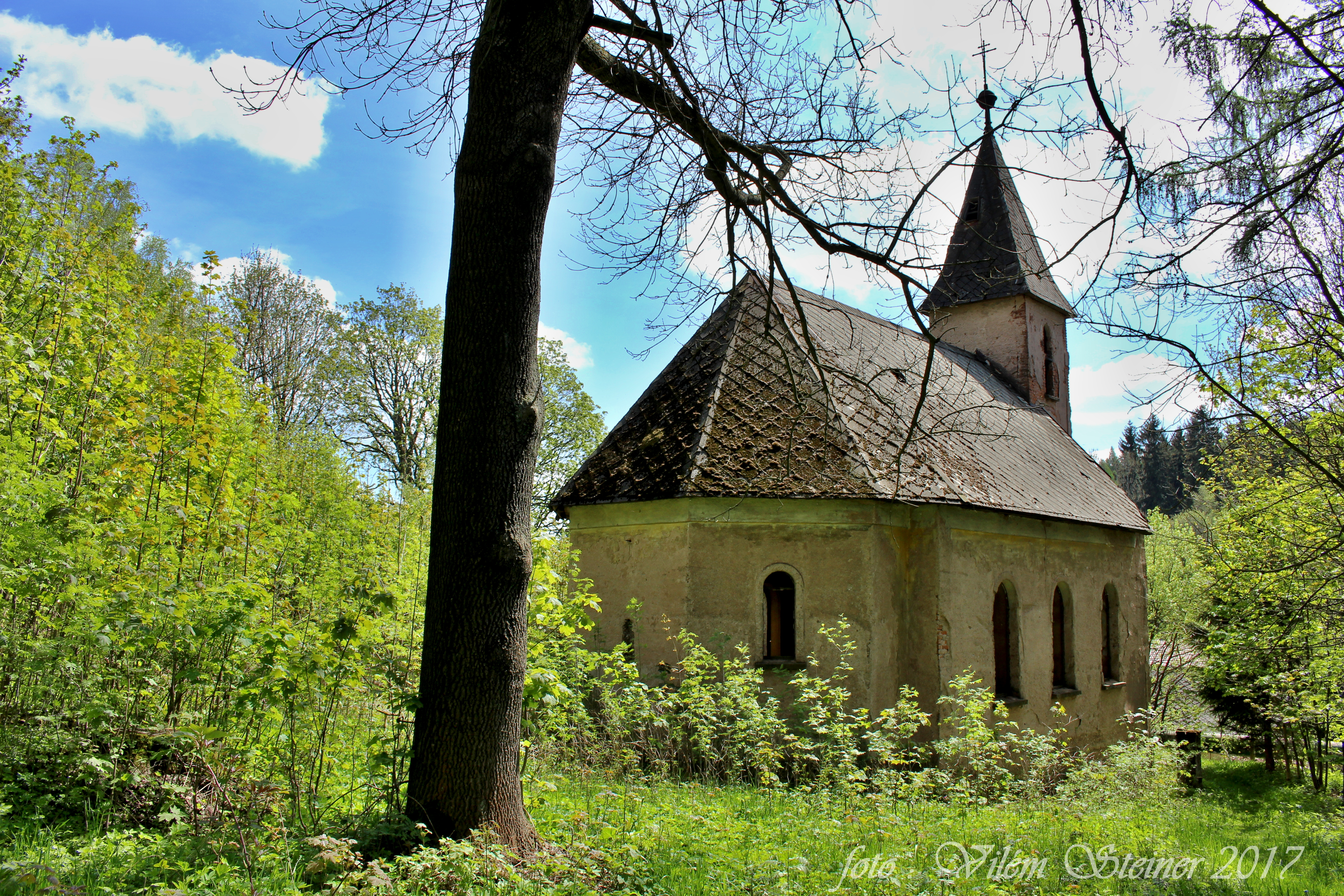
Kostel svatého Josefa
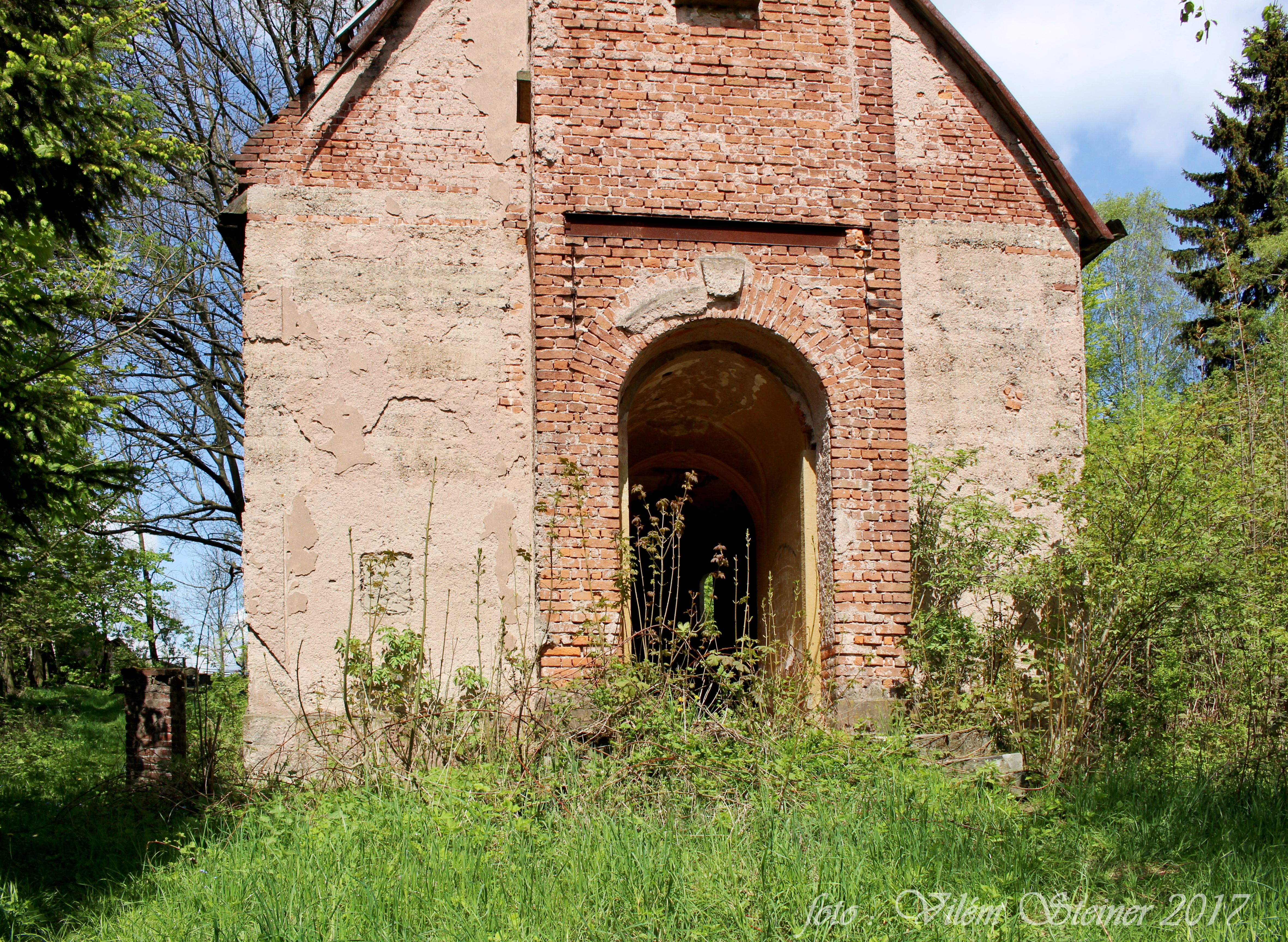
Kostel svatého Josefa
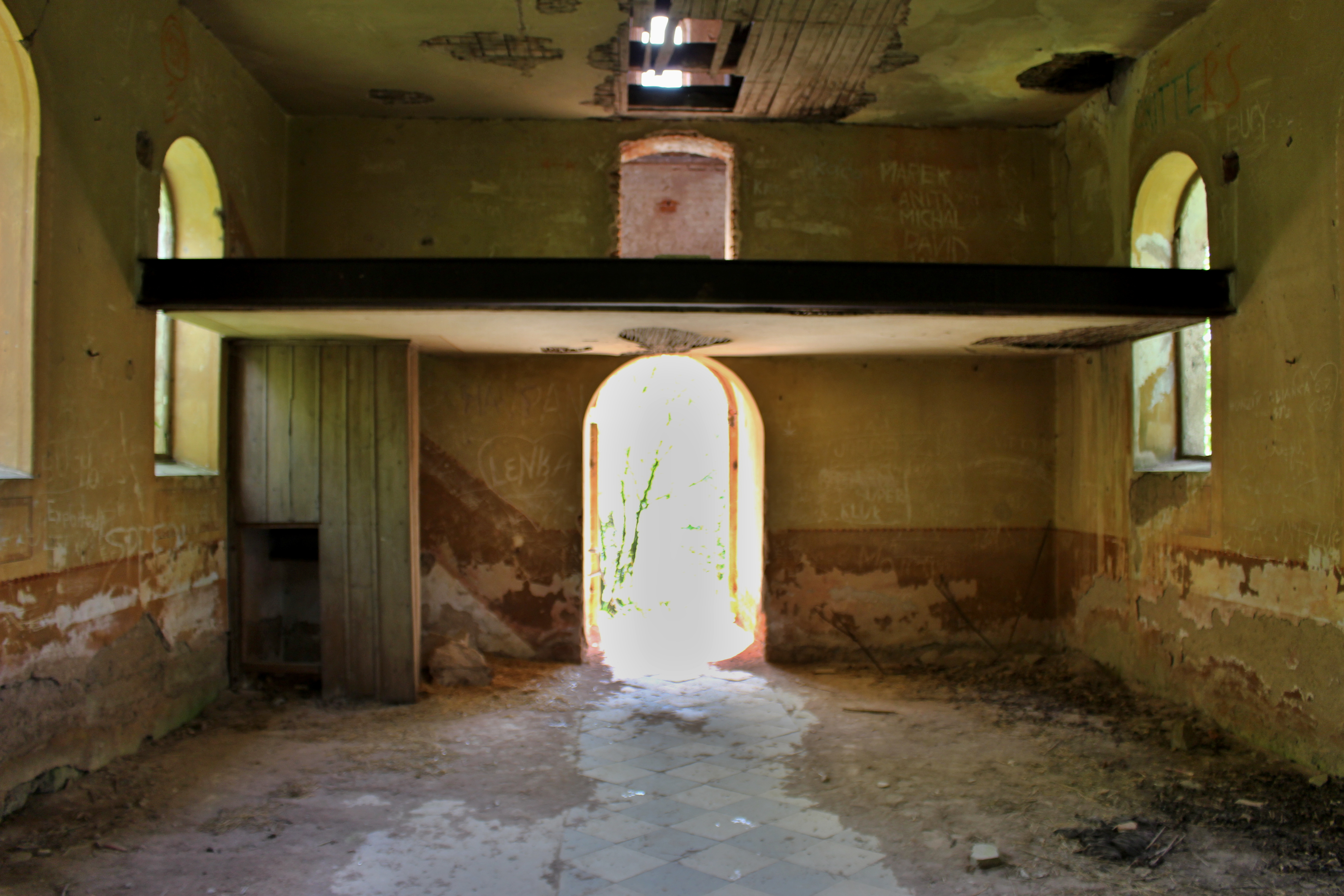
Kostel svatého Josefa
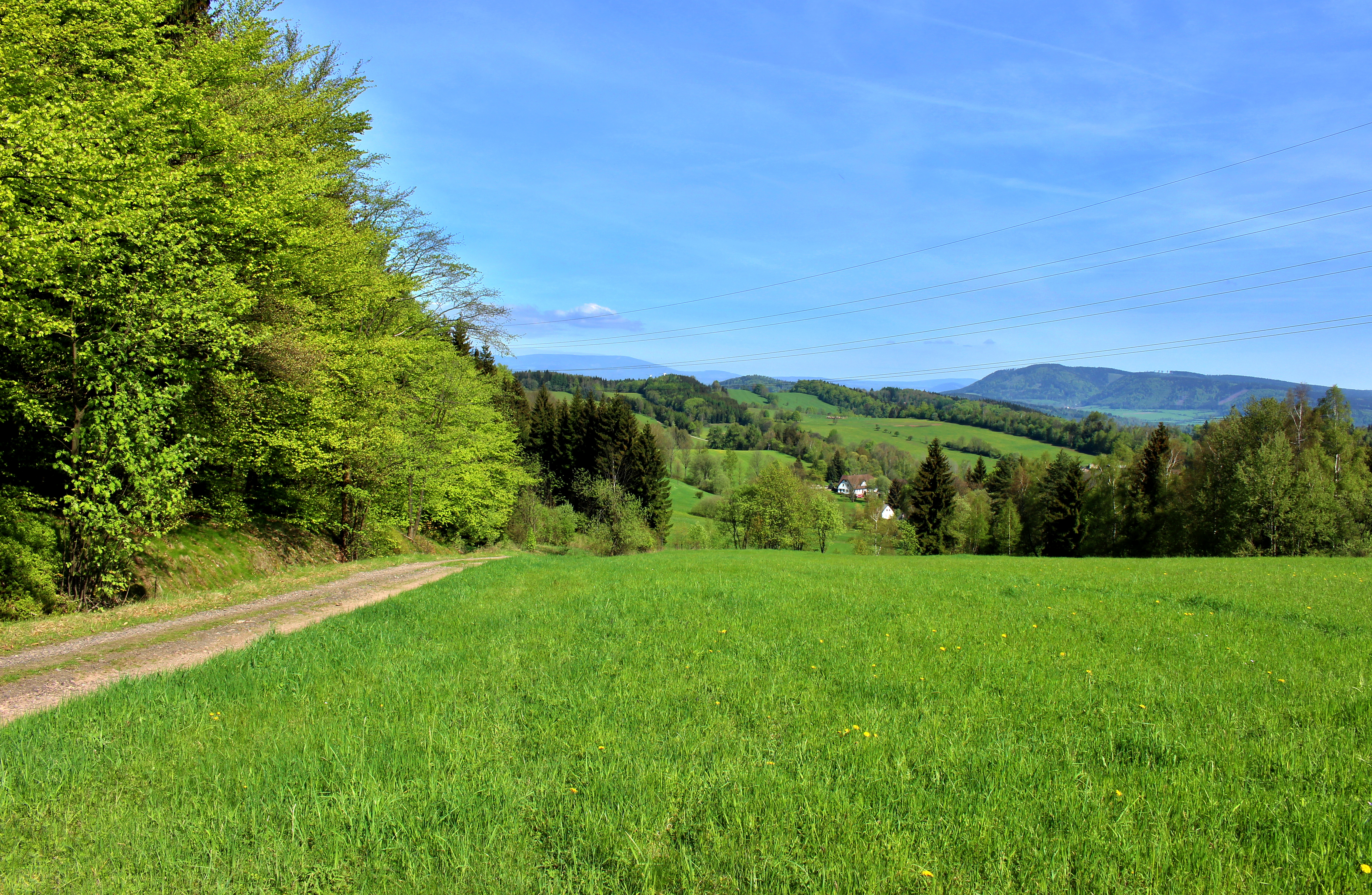
Nad Slavětínem
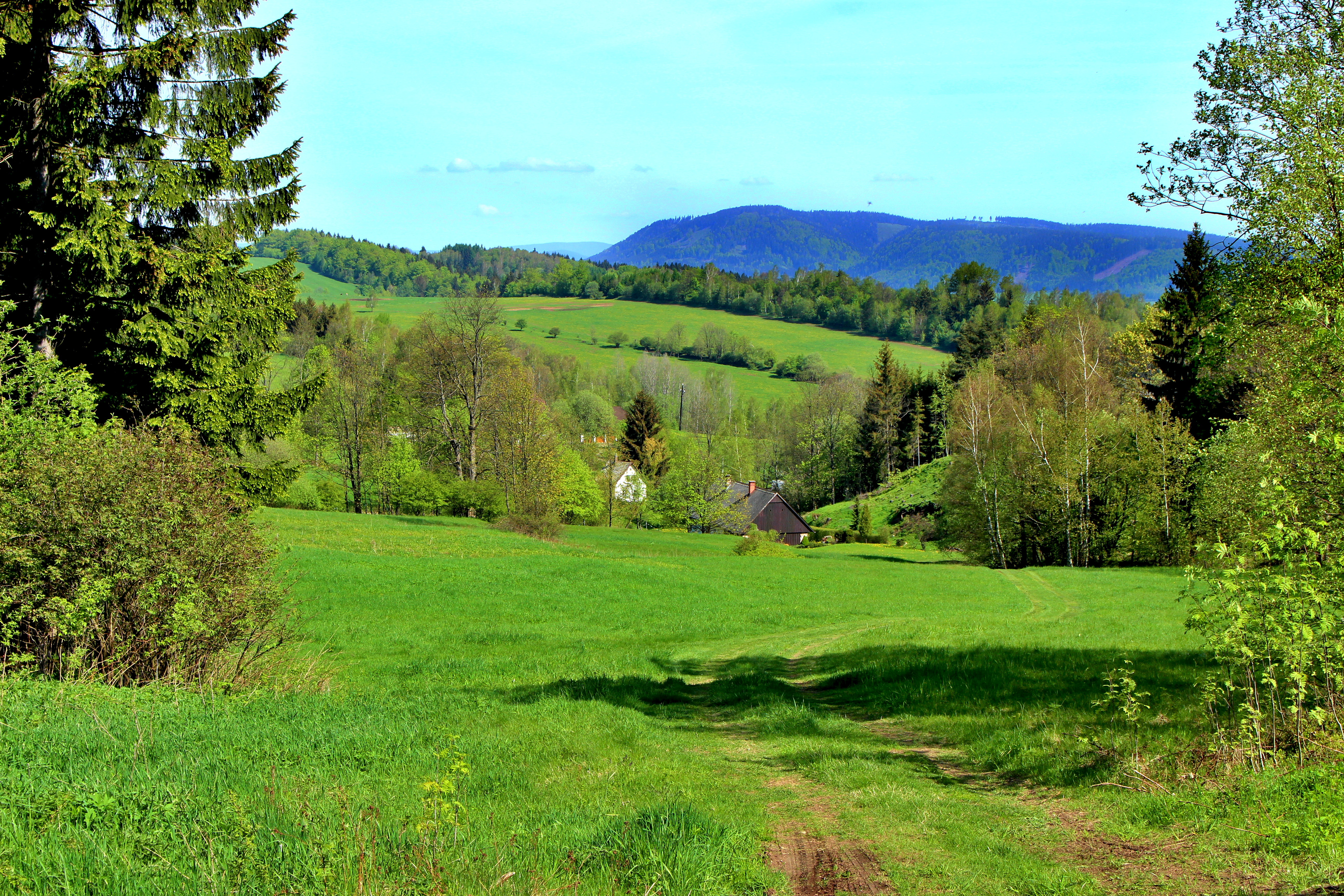
U Slavětína
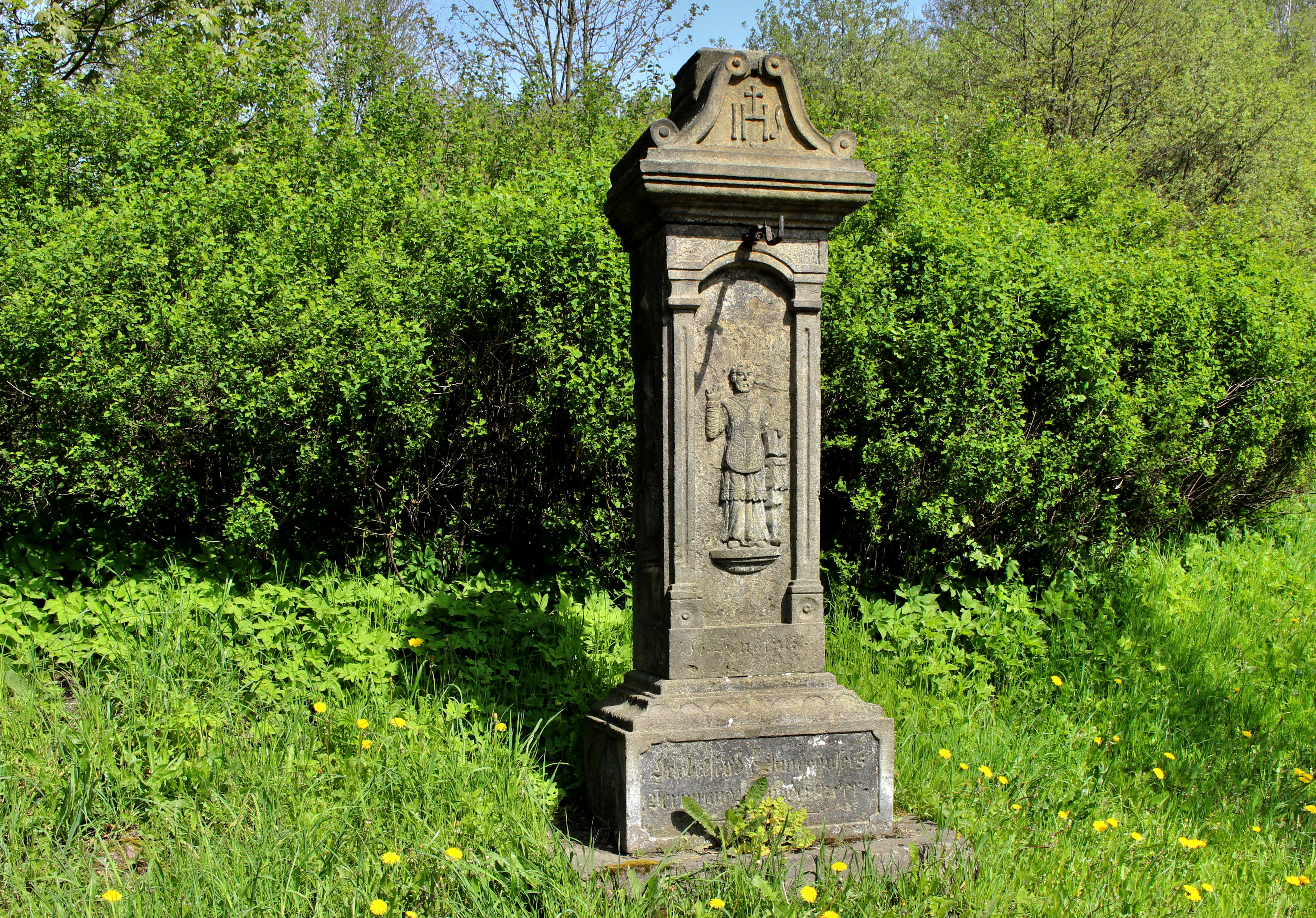
Pomníček v centru Slavětína
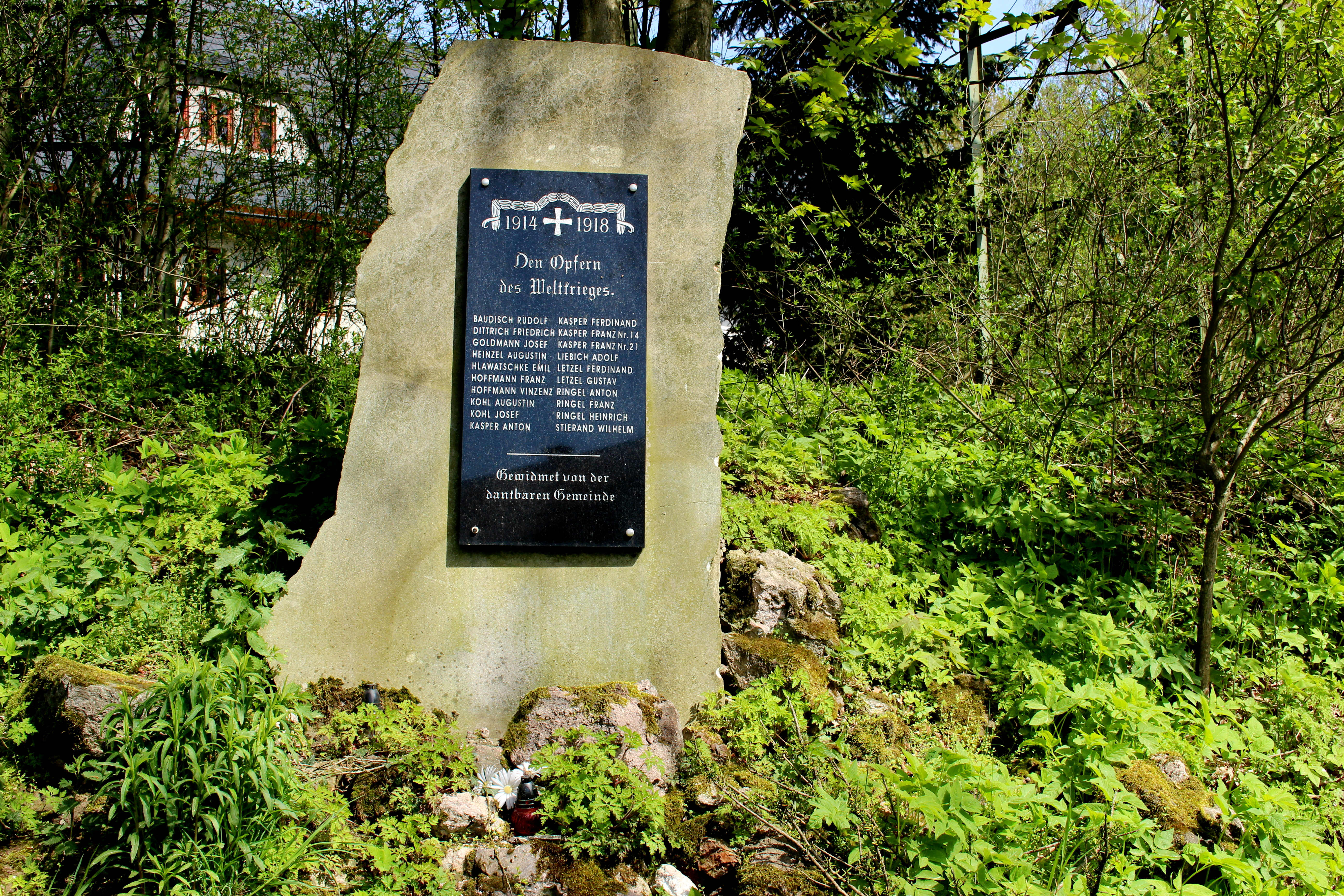
Pomník padlým v první světové válce
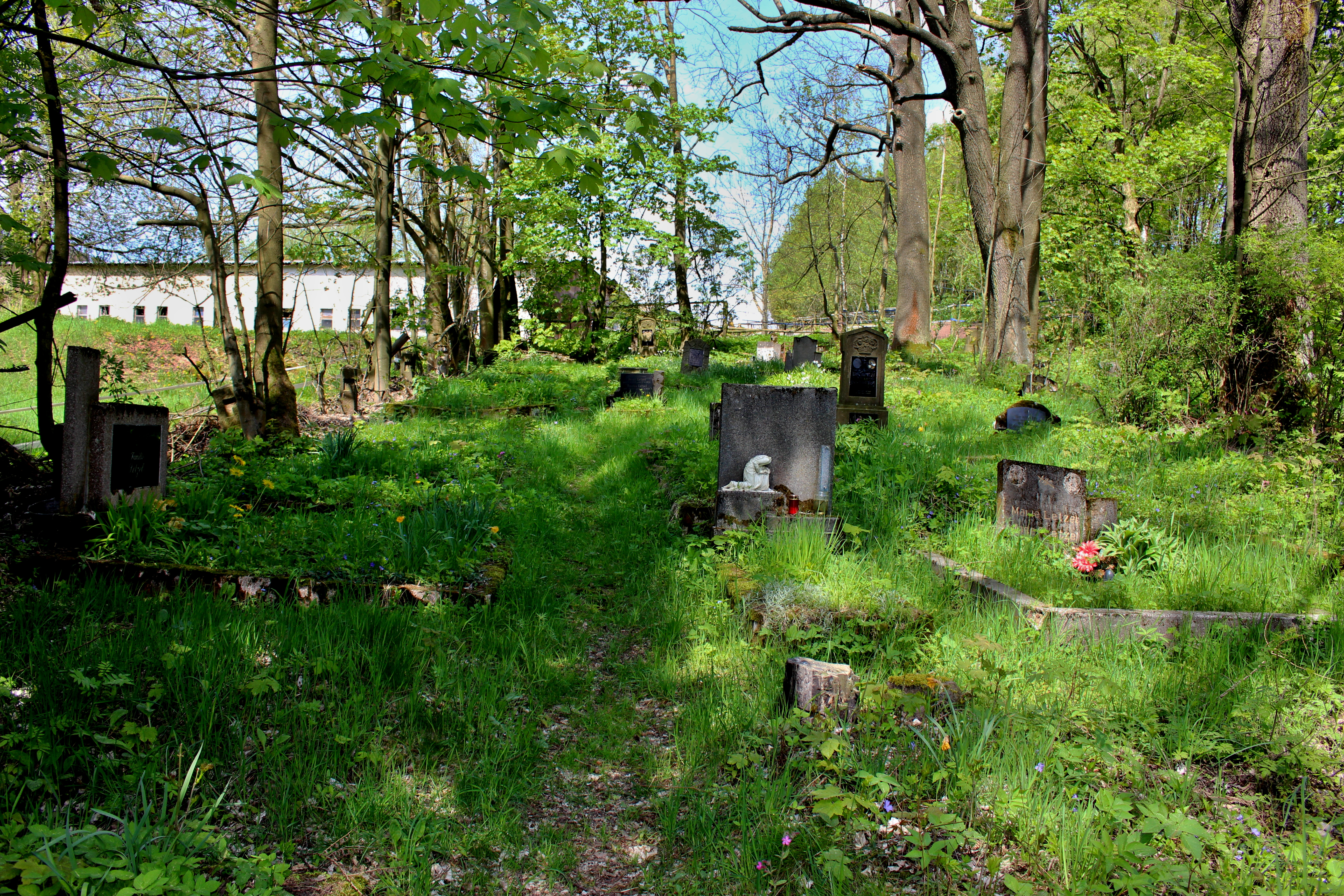
Hřbitov